# تانگل
تانگل (به لاتین: Tangalle Divisional Secretariat) یک منطقهٔ مسکونی در سری‌لانکا است که در ناحیه هامبانتوتا واقع شده‌است.